# David Cassel
David Cassel, född den 7 mars 1818 i Glogau, död den 22 januari 1893 i Berlin, var en tysk judisk lärd och rabbin. Han var bror till Paulus Stephanus Cassel.
Cassel var 1846–1879 föreståndare för den nauenska uppfostringsanstalten i Berlin. Han utarbetade bland annat Hebräisch-deutsches Wörterbuch, nebst kurzer hebräischen Grammatik (6:e upplagan 1898, 10:e 1920) och Lehrbuch der jüdischen Geschichte und Litteratur (1879).